# カルロス・コルベラン
カルロス・コルベラン・バレット（Carlos Corberán Vallet 、1983年4月7日 - ）は、スペインのサッカー指導者でラ・リーガのバレンシアCFの現監督である。
以前はドクサ・カトコピアスFCやエルミス・アラディプといったキプロス1部リーグでヘッドコーチやアシスタントコーチを務め、リーズ・ユナイテッドFCのU-23チームで初めて監督を務めた。その後ハダーズフィールド・タウンFC、オリンピアコスFC、ウエスト・ブロムウイッチ・アルビオンFCで指揮を取り、バレンシアCFに招聘された。

## 選手経歴
バレンシア郊外のチェステで生まれ、地元のCDチェステとバレンシアのユース選手としてキャリアを過ごしたが、23才の時にはブルハショットやリバロハの控え選手であり、テルセーラ・ディビジョンより上のリーグでの試合経験もなかった為、彼は引退を決め、指導者としての道を歩む事になった。

## 指導者経歴

### 初期の経歴
引退後、コルベランは立て続けにビジャレアルCFのCとBチームでフィジカルコーチを務めた。2011年にはフアン・カルロス・ガリードから任命されてファーストチームのフィジカルコーチとなった。
2012年2月、ペップ・グラディオラの推薦でサウジアラビアのアルイデハドと契約したラウール・カネダと共に転じた。フィジカルコーチとしてAFCチャンピオンズリーグの準決勝進出に貢献している。
2013年7月、アルコロンのフベニールAの監督に就任したが、2014年1月に解任され、2014年のうちにサウジアラビアに戻り、アルナスルにカネダのアシスタントコーチとして参加し、スーパーカップで準優勝、AFCチャンピオンズリーグのグループステージ進出を果たし、国王杯でも決勝戦まで進出した。

### キプロス
2016年11月29日にキプロス1部リーグのドクサ・カトコピアスFCで初めてのトップチームの監督になったが、翌年の1月24日に解任された。
コベルランは解任直後の30日に同じキプロス1部のエルミス・アラディプとニコ・パナイオトゥの後任監督として契約を交わし、チームを7位に導く。

### リーズユナイテッド
2017年6月21日、ジェイソン・ブラント監督の後任としてリーズユナイテッドU-23の監督に就任した。
2018年6月にはトップチームの新監督に就任したマルセロ・ビエルサ監督に任命されて、トップチームコーチをU-23監督と兼任した。2018年10月にはビエルサに「とても優れた才能の持ち主だ」と言及され、ビエルサは「彼自身の自己評価以上に彼には価値がある」とも述べている。
PDLノーザンリーグの2018-2019シーズンでは優勝し、バーミンガムシティを破り、ナショナルプロフェッショナルデベロップメントリーグの勝者となった。
2019年6月にはコベルランにはスペインのカルチャル・レオネッサから監督のオファーを受けたが、ビエルサの下で仕事を続ける為にオファーを断っている。1年後にリーズはEFLチャンピオンシップの優勝でプレミアリーグに昇格を果たした。

### ハダーズフィールドタウン
2020年6月、ハダーズフィールドタウンから監督のオファーを受けて、7月23日に受け入れた。彼のデビューとなった9月5日のEFLカップ1回戦ロカデール戦は1-0で敗れ、リーグ開幕戦のノーリッジシティ戦にもホームで同じスコアで敗れた。
2021-22シーズンの開幕戦では新型コロナウィルステストで陽性が出てしまい指揮を取れなかったが、シーズンでは3位になりプレイオフに進出した。ルートン・タウンとのプレイオフ準決勝ではアウェイでは1-1の引き分けだったもののホームで1-0で勝利し、決勝に進出した。ウェンブリーでのノッティンガムフォレスト戦はオウンゴールにより敗れた。
2022年7月7日、辞任した。

### オリンピアコス
2022年8月1日、ヨーロッパリーグの予選期間中にオリンピアコスの監督に就任した。彼の指揮の下、グループステージ進出を果たしたが、ヨーロッパリーグでは2連敗を喫し、アリステッサロニキに1-2で敗れてギリシャスーパーリーグでも5位に落ちると解任され、コルベランのオリンピアコスでのキャリアは短命で終わった。

### ウエストブロムウイッチ・アルビオン
2022年10月25日、イングランドチャンピオンシップに戻り、ウエストブロムウイッチ・アルビオンと2年半の契約を交わした。彼が就任した時点で16試合を終えて、リーグ順位は下から2番目で、就任4日後のシェフィールド・ユナイテッド戦もホームで0-2で敗れたが、そこからの12戦で10勝を挙げ、2023年2月7日には奇妙な因縁でリーズに戻り、ジェシー・マーシュを解任に追い込む事となった。コルベランは2027年までの契約延長にサインをして、最終日までプレイオフを争う戦いに残ったが、2-3でスウォンジーに敗れて、9位で2022-23年シーズンを終えた。

## 監督成績
2025年2月6日現在
| クラブ                               | 就任           | 退任           | 記録 | 記録 | 記録 | 記録 | 記録 | 記録 | 記録   | 記録   | Ref   |
| クラブ                               | 就任           | 退任           | 試合 | 勝   | 分   | 負   | 得点 | 失点 | 得失点 | 勝率 % | Ref   |
| ------------------------------------ | -------------- | -------------- | ---- | ---- | ---- | ---- | ---- | ---- | ------ | ------ | ----- |
| ドクサ                               | 2016年11月29日 | 2017年1月24日  | 8    | 1    | 2    | 5    | 4    | 10   | −6     | 012.50 |       |
| エルミス                             | 2017年1月30日  | 2017年5月31日  | 15   | 6    | 2    | 7    | 25   | 26   | −1     | 040.00 |       |
| ハダーズフィールド・タウン           | 2020年7月23日  | 2022年7月7日   | 102  | 38   | 28   | 36   | 123  | 129  | −6     | 037.25 | [ 5 ] |
| オリンピアコス                       | 2022年8月1日   | 2022年9月18日  | 11   | 2    | 6    | 3    | 13   | 14   | −1     | 018.18 |       |
| ウエスト・ブロムウイッチ・アルビオン | 2022年10月25日 | 2024年12月24日 | 107  | 47   | 29   | 31   | 149  | 111  | +38    | 043.93 | [ 5 ] |
| バレンシア                           | 2024年12月24日 |                | 8    | 4    | 1    | 3    | 10   | 16   | −6     | 050.00 | [ 5 ] |
| 通算                                 | 通算           | 通算           | 251  | 98   | 68   | 85   | 324  | 306  | +18    | 039.04 | —     |